# Alla periferia
Alla periferia è una raccolta di racconti giovanili di Carlo Cassola, pubblicata a Firenze nel 1942 nelle edizioni di «Rivoluzione» che comprende i racconti scritti tra il 1940 e il 1941. I racconti, rivisti e ritoccati, sono stati in seguito pubblicati nell'edizione di Einaudi La visita nel 1962 raggruppati in sette titoli.
Nella frase «Amo la periferia più della città. Amo tutte le cose che stanno al margine», che si trova nel racconto che dava il titolo al volume del '42, si può ricavare l'intero senso della raccolta.
Le prose di Alla periferia si basano su motivi prevalentemente autobiografici ed enunciano una precisa visione della vita e della poesia. Come scrive Giuliano Manacorda,«...poesia e poetica qui - e particolarmente qui - coincidono, essendo la poetica a fornire la materia del racconto e il racconto a verificare la validità della poetica».

## Edizioni
- Carlo Cassola, Alla periferia, Einaudi, 1962.